# آرمسترانگ سیدلی ای‌اس‌ایکس
آرمسترانگ سیدلی ای‌اس‌ایکس (به انگلیسی: Armstrong Siddeley ASX) یک موتور هواگرد ساختِ کارخانهٔ آرمسترانگ سیدلی در کشور بریتانیا است.